# ウィリアム・ホッパー
ウィリアム・ホッパー（William Hopper,  1915年1月26日 - 1970年3月6日）は、アメリカ合衆国の俳優である。

## 来歴
1915年、ニューヨーク州ニューヨーク市に生まれる。コメディアン、俳優、歌手などとして知られたデウルフ・ホッパーと、彼の5番目の妻で女優のヘッダ・ホッパーの一人息子だった。1歳の頃に父親が出演したサイレント映画『Sunshine Dad』へ出演して映画デビュー。1922年に両親は離婚し、ヘッダは息子たちを連れてハリウッドへ移り住む。その後ヘッダは、ハリウッドでも有名なゴシップ・コラムニストとなって人気を博した。
10代の頃から舞台演劇に出演してキャリアを積み、パサデナにある劇場の舞台などへ立った。1934年にはブロードウェイ舞台もデビュー。「ウルフ・ホッパー」の芸名で活動を続け、その後パラマウント映画との専属契約を結んだことで1930年代前半から1940年代中盤くらいまで様々な映画へ出演している。しかし後に第二次世界大戦が開戦されると、ホッパーもアメリカ海軍の特務機関Office of Strategic Servicesへ所属し、芸能活動を一時中断した。また軍ではその後、ブロンズスターメダルを獲得している。戦後ハリウッドへ戻ったホッパーは、役者ではなく中古車販売などの業種に従事した。しかし1950年代に入ると再び俳優としてのオファーが舞い込み、1954年にジョン・ウェインが主演の航空パニック映画『紅の翼』で復帰している。復帰後は順調にキャリアを継続させており、レイ・ハリーハウゼン作品として知られる『地球へ2千万マイル』などへの主演も務めた。テレビドラマでは、1957年からレギュラーキャストとして出演したレイモンド・バー主演のサスペンスドラマ『ペリー・メイスン』でもよく知られている。

### 私生活
1940年にマーガレット・リンゼイの姉妹として知られるJane Kiesと結婚した。1947年に二人の間に一人娘も生まれた。

### 死去
1970年2月14日に脳梗塞を引き起こし、カリフォルニア州パームスプリングスにある病院へ運び込まれる。その時は一命を取り留めたが、3週間後の3月6日に併発した肺炎のため死去した。55歳だった。

## 出演作品

### 映画
- Sunshine Dad (1916)
- 陽気な姫君 The King Steps Out (1936)
- 写真の殺人 Murder with Pictures (1936)
- 1937年の大放送 The Big Broadcast of 1937 (1936)
- Easy to Take (1936)
- The Accusing Finger (1936)
- Beware of Ladies (1936)
- Larceny on the Air (1937)
- Join the Marines (1937)
- ディック・トレイシー Dick Tracy (1937)
- Public Wedding (1937)
- Mr. Dodd Takes the Air (1937)
- The Footloose Heiress (1937)
- 特種漁り Back in Circulation (1937)
- Love Is on the Air (1937)
- Over the Goal (1937)
- The Adventurous Blonde (1937)
- Daredevil Drivers (1938)
- Love, Honor and Behave (1938)
- ミステリー・ハウス Mystery House (1938)
- 駅馬車 Stagecoach (1939)
- 真夜中 Midnight (1939)
- Daughters Courageous (1939)
- The Cowboy Quarterback (1939)
- The Old Maid (1939)
- The Angels Wash Their Faces (1939)
- Nancy Drew and the Hidden Staircase (1939)
- Espionage Agent (1939)
- Smashing the Money Ring (1939)
- The Return of Doctor X (1939)
- Invisible Stripes (1939)
- The Fighting 69th (1940)
- Castle on the Hudson (1940)
- バージニア・シティ Virginia City (1940)
- 'Til We Meet Again (1940)
- Flight Angels (1940)
- マルタの鷹 The Maltese Falcon (1941) ※ノークレジット
- 壮烈第七騎兵隊 They Died with Their Boots On (1941) ※ノークレジット
- You're in the Army Now (1941)
- The Male Animal (1942)
- Murder in the Big House (1942)
- ヤンキー・ドゥードゥル・ダンディ Yankee Doodle Dandy (1942)
- Juke Girl (1942)
- Secret Enemies (1942)
- Across the Pacific (1942)
- You Can't Escape Forever (1942)
- Gentleman Jim (1942)
- 空軍/エア・フォース Air Force (1943)
- 虚栄の町 The Hard Way (1943)
- 北大西洋 Action in the North Atlantic (1943)
- Murder on the Waterfront (1943)
- 東部戦線 The Last Ride (1944)
- 紅の翼 The High and the Mighty (1954)
- 大酋長 Sitting Bull (1954)
- 宇宙征服 Conquest of Space (1955)
- Robbers' Roost (1955)
- 理由なき反抗 Rebel Without a Cause (1955)
- Good-bye, My Lady (1956)
- The First Texan (1956)
- 悪い種子 The Bad Seed (1957)
- 極地からの怪物 大カマキリの脅威 The Deadly Mantis (1957)
- 地球へ2千万マイル 20 Million Miles to Earth (1957)
- Slim Carter (1957)
- マイラ Myra Breckinridge (1970)

### テレビドラマ
- Mayor of the Town (1954)
- The Ford Television Theatre (1955)
- Warner Brothers Presents (1955)
- Lux Video Theatre (1955, 1956)
- カサブランカ Casablanca (1956)
- フューリー Fury (1956)
- Celebrity Playhouse (1956)
- ザ・ミリオネア The Millionaire (1956)
- ガンスモーク Gunsmoke (1956)
- Jane Wyman Presents The Fireside Theatre (1956)
- マチネー・シアター Matinee Theatre (1956)
- スタジオ57 Studio 57 (1956, 1957)
- ペリー・メイスン Perry Mason (1956 - 1966)